# Karimane, Koppa
Karimane là một làng thuộc tehsil Koppa, huyện Chikmagalur, bang Karnataka, Ấn Độ.